# NGC 2722
NGC 2722 (другие обозначения — NGC 2733, MCG −1-23-14, IRAS08562-0330, PGC 25221) — спиральная галактика в созвездии Гидры. Открыта Уильямом Гершелем в 1785 году. По всей видимости, этот объект занесён в Новый общий каталог дважды: с обозначениями NGC 2722 и NGC 2733. В 1830 году эту галактику также наблюдал Джон Гершель и указал ошибочное прямое восхождение, и координаты этого наблюдения попали в каталог как NGC 2733.
На небесной сфере в непосредственной близости от NGC 2722 располагается галактика PGC 1067840, но параметры последней неизвестны и искажение спиральных рукавов NGC 2722 не наблюдается. Таким образом, о возможности наличия физической связи между галактиками нет информации.
Центральные изофоты галактики в полосе K имеют овальную форму. Фурье-анализ изображения галактики в полосе K указывает на то, что галактика имеет четыре спиральных рукава, но из-за того, что её спиральная структура является флоккулентной, оказывается возможным применить и модели с другим числом рукавов. Угол закрутки спиральных рукавов составляет 32,8.
Этот объект входит в число перечисленных в оригинальной редакции «Нового общего каталога».